# Kurmene
Kurmene (dawniej pol. Kurmen) – wieś na Łotwie w novadsie Bauska, siedziba pagastsu Kurmene, 28 km na południowy wschód od siedziby gminy Vecumnieki, przy granicy z Litwą, nad rzeką Niemenek.

## Historia
Do połowy XVIII wieku dobra Kurmen były częścią większego majątku należącego do kurlandzkiej rodziny baronów Lüdinghausen-Wolffów. Około 1760 roku Franciszka Lukrecja Lüdinghausen-Wolffówna wyszła za hrabiego Franciszka Komorowskiego (1723–1800) herbu Korczak, strażnika wiłkmierskiego, wnosząc mu Kurmen i inne części klucza w posagu. Franciszek sam był dziedzicem wielu majątków w tej okolicy. Wszystkie te dobra odziedziczył ich syn Piotr, pułkownik wojsk polskich. Ponieważ Piotr był bezdzietny, majątek przeszedł na jego brata Jana Bonifacego (1767–1826) szambelana dworu królewskiego, żonatego z Antoniną Wiszniewską (1763–1822) herbu Trzaska. 

### Ordynacja na Kurmen Komorowskich
- I ordynat. Jan Bonifacy ustanowił w Kurmen, Murmen i innych majątkach rodowych ordynację, stając – jako pierwszy – na jej czele
- II ordynat. Kolejnym ordynatem był syn Jana Antoni (1790–1846) prezes Izby Wiłkomierskiej, żonaty z Dorotą Grotkowską (1806–1874) herbu Przerowa
- III ordynat to jeden z kolejnych synów Jana Bonifacego Piotr (1800–1869) żonaty z Zofią Iselschmit von Milbitz (1799–1871)
- IV ordynat – syn drugiego ordynata Antoniego Antoni Piotr Jerzy (1833–1881) żonaty od 1859 roku z Elwirą Syruć (1839–1913) herbu Doliwa
- V ordynat – syn Antoniego Piotra Piotr Antoni (1862–1920) żonaty od 1887 roku z Marią Matyldą Komorowską (1862–1935) był ostatnim ordynatem na Kurman i Murman do 1920 roku, ponieważ rząd łotewski w ramach reformy rolnej znacjonalizował majątek, pozostawiając właścicielom jedynie niewielki ośrodek, który został wkrótce sprzedany przez Marię, wdowę po ostatnim ordynacie[2].

Ordynacja miała w 1914 roku powierzchnię około 7 tysięcy hektarów w Kurmen i około 8500 ha w Murmen.

### Historyczna przynależność administracyjna
Po III rozbiorze Polski w 1795 roku Kurmen, wcześniej wchodząc w skład Księstwa Kurlandii i Semigalii Rzeczypospolitej, znalazł się na terenie ujezdu zelburskiego lub frydrychsztadzkiego guberni kurlandzkiej Imperium Rosyjskiego. W latach 80. XIX wieku wieś należała do parafii Ascheraden. Od końca I wojny światowej miejscowość należy do Łotwy, która w okresie 1940–1990, jako Łotewska Socjalistyczna Republika Radziecka, wchodziła w skład ZSRR.
Obecnie we wsi funkcjonują administracja parafii (pohostu), dom kultury, gabinet lekarski, biblioteka, poczta i kościół katolicki.

## Kościół
Piotr Komorowski ufundował tu w 1820 roku drewnianą katolicką kaplicę filialną szenberską (obecnie Skaistkalne) pw. św. Piotra. Stała w parku otaczającym pałac będący rezydencją Komorowskich. W 1870 roku Antoni Piotr Jerzy wzniósł na jego miejscu kamienną, w dalszym ciągu prywatną kaplicę, która stoi do dziś. Od 1919 roku świątynia jest dostępna dla wszystkich wiernych. 
Obecnie istniejący kościół ma wymiary 24,5 m długości, 18,5 m szerokości i 8 metrów wysokości. Jest zaprojektowany w stylu klasycystycznym. Przykryto go dachówką, nad kościołem wznoszą się dwie wieże z otwartymi otworami okiennymi. Jedna z wież jest dzwonnicą, wisi tu dzwon o wadze 16 pudów. Kościół jest trzynawowy.

## Nieistniejący pałac
Pierwszy dwór kurmeński został wybudowany w początkach XVIII wieku przez barona Lüdinghausena, ojca Franciszki Komorowskiej. Był to siedmioosiowy, dwukondygnacyjny dworek.
Około 1790 roku Franciszek Komorowski rozbudował swą siedzibę, dodając do niej po obu stronach parterowe czteroosiowe skrzydła, po kilkunastu lub kilkudziesięciu latach skrzydła podniesiono, umieszczając na poddaszu osiem pokoi gościnnych. Dom przybrał charakter pałacu. Miał on prawie identyczne obie główne elewacje, środkowe ich części były zwieńczone trójkątnymi frontonami. Od strony podjazdu fronton był ozdobiony tarczą z herbem Korczak. Na początku XX wieku do środkowej części pałacu dobudowano obszerną sień z półkoliście zamkniętymi otworami drzwiowymi i okiennymi i dużym tarasem na poziomie pierwszego piętra. Jej podłoga była z szarego marmuru. Podobny taras, ale na poziomie parteru istniał już wcześniej od strony ogrodowej.
Wnętrze domu było dwutraktowe z korytarzami w obu parterowych skrzydłach. W lewej części budynku był duży salon z kominkiem i porcelanowym piecem. Za salonem były gabinet i dwa pokoje mieszkalne, w amfiladzie. Po prawej stronie była wielka sala jadalna z portretami Lüdinghausenów i Komorowskich, pióra znanych polskich malarzy, m.in. Wojciecha Kossaka. Od strony ogrodowej środek traktu zajmowały dwa duże salony z sufitami pokrytymi częściowo sztukaterią. Stało tu kilka rzeźb, m.in. dłuta Thorvaldsena i ponoć Canovy. 
Na końcu korytarzy znajdowały się schody prowadzące na pierwsze piętro. Były tam pokoje gościnne, ale również biblioteka licząca około 5 tysięcy woluminów. Do 1900 roku gospodarze utrzymywali tu orkiestrę domową, złożoną z czeskich muzyków.
Niedaleko południowej elewacji pałacu stał pawilon utrzymany w tym samym stylu, w którym działały kuchnie i spiżarnie. Pawilon był połączony z domem krytym korytarzem.

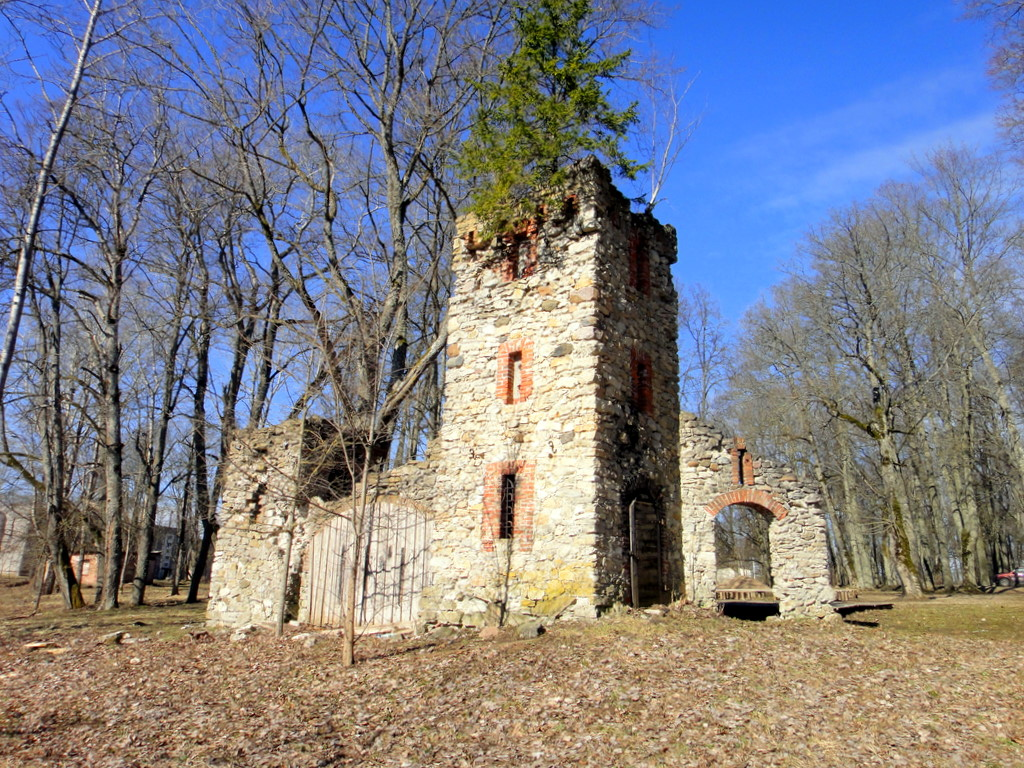
Stara wędzarnia, jedna z niewielu zachowanych pozostałości po rezydencji

Dom był otoczony parkiem krajobrazowym liczącym około 17 hektarów. W 1900 roku został on przeprojektowany przez ogrodnika z Rygi Schönwalda. Przed domem stworzono duży gazon z klombami kwiatowymi. Podobny był za domem. Po prawej stronie domu, około 100 m od niego stał piętrowy domek administratora dóbr, a w odległości 200 m – wyżej opisany kościół. Po drugiej stronie domu były korty tenisowe, plac do gry w krokieta oraz kołobieg (ręczna karuzelka). W parku zaprowadzono stawy, jezioro z wyspą łabędzią i łódkami, wędzarnia w postaci sztucznych ruin oraz okrągła psiarnia dla chartów i innych psów gończych, wybudowana w stylu neogotyckim. W parku stały też rzeźby.
Aleja prowadząca do pałacu, wysadzana starymi jarzębinami miała długość 4 km i prowadziła m.in. do bażantarni.
Komorowscy w czasie I wojny światowej próbowali ratować wyposażenie rezydencji i wywieźli je, jednak zostało ono zarekwirowane przez Niemców i ślad po nim zaginął. Przedmioty pozostawione na miejscu rozkradziono i pałac spalono.
Majątek Kurmen został opisany w 3. tomie Dziejów rezydencji na dawnych kresach Rzeczypospolitej Romana Aftanazego.